# Abdul Hakim Sani Brown
Abdul Hakim Sani Brown (Japans: サニブラウン・アブデル・ハキーム, Saniburaun Abuderu Hakīmu)  (Kitakyushu, 6 maart 1999) is een Japans atleet, die gespecialiseerd is in de sprint. Sani Brown heeft een Japanse moeder en een Ghanese vader. Hij nam eenmaal deel aan de Olympische Spelen. 

## Biografie
Sani Brown werd in 2015 wereldkampioen bij de U18 op zowel de 100 als de 200 m. Later dat jaar werd hij uitgeschakeld in de halve finale van de 200 m tijdens de wereldkampioenschappen van 2015. Ook in 2017 en 2019 sneuvelde Sani Brown in de halve finales, dit keer telkens op de 100 m. Samen met Shuhei Tada, Kirara Shiraishi en Yoshihide Kiryu liep Sani Brown als slotloper van het Japanse viertal op de 4 × 400 m estafette naar de bronzen medaille op de WK van 2019. 
In 2021 nam Sani Brown een eerste maal deel aan de Olympische Spelen, waar hij werd uitgeschakeld in de reeksen van de 100 m. In 2022 nam Sani Brown deel aan de WK in Eugene, waar hij zich kon plaatsen voor de finale van de 100 m. Hiermee was Sani Brown de eerste Japanse atleet die zich kon plaatsen voor de finale van de 100 m op een wereldkampioenschap. In deze finale liep Sani Brown naar de zevende plaats.

## Titels
- Japans kampioen 100 m - 2017, 2019, 2022
- Japans kampioen 200 m - 2017, 2019
- Wereldkampioen U18 100 m - 2015
- Wereldkampioen U18 200 m - 2015

## Persoonlijke records
Outdoor
| Onderdeel   | Prestatie          | Datum        | Plaats |
| ----------- | ------------------ | ------------ | ------ |
| 100 m       | 9,97 s (+0,8 m/s)  | 7 juni 2019  | Austin |
| 200 m       | 20,08 s (+0,8 m/s) | 7 juni 2019  | Austin |
| speerwerpen | 73,40 m            | 24 juni 2017 | Osaka  |

Indoor
| Onderdeel | Prestatie   | Datum        | Plaats     |
| --------- | ----------- | ------------ | ---------- |
| 60 m      | 6,54 s (NR) | 8 maart 2019 | Birmingham |

## Palmares

### 100 m
- 2015:  WK U18 - 10,28 s
- 2017: 7e in ½ fin. WK - 10,28 s
- 2019: 5e in ½ fin. WK - 10,15 s
- 2021: 6e in series OS - 21,41 s
- 2022: 7e WK - 10,06 s
- 2023: 6e WK - 10,04 s

### 200 m
- 2015:  WK U18 - 20,34 s
- 2015: 5e in ½ fin. WK - 20,47 s
- 2017: 7e WK - 20,63 s

### 4 x 100 m
- 2019:  WK - 37,43 s